# Liste der Naturdenkmale in Kalenborn-Scheuern
Die Liste der Naturdenkmale in Kalenborn-Scheuern nennt die im Gemeindegebiet von Kalenborn-Scheuern ausgewiesenen Naturdenkmale (Stand 4. Juni 2024).

## Naturdenkmale
| Nr.         | Bezeichnung                          | Lage                                                                        | Beschreibung | Bild                                    |
| ----------- | ------------------------------------ | --------------------------------------------------------------------------- | --- | --------------------------------------- |
| ND-7233-039 | Basaltköpfchen im Roßbüsch           | Kalenborn, nordöstlich des ortes; Abteilung Roßbüsch Lage                   | Felsformation; flächenhaftes Naturdenkmal, ca. 7 a | Direkt Bild zu diesem Denkmal hochladen |
| ND-7233-040 | Blockfeld im Nordhang des Roßbüsches | Kalenborn, nordöstlich des Ortes; Abteilung Roßbüsch Lage                   | Blockhalde; flächenhaftes Naturdenkmal, ca. 0,25 ha; teilweise zu Oberbettingen | Direkt Bild zu diesem Denkmal hochladen |
| ND-7233-114 | Zwei Linden und eine Eiche           | Scheuern, Hauptstraße, bei der Kapelle St. Laurentius und St. Matthias Lage | Tilia sp., vor 1500 gepflanzt, 13 m hoch bei 4,7 m Brusthöhenumfang; Tilia sp., um 1825 gepflanzt, 18 m hoch bei 1,85 m Brusthöhenumfang; Quercus robur, um 1870 gepflanzt, 18 m hoch bei 1,3 m Brusthöhenumfang | Fotos hochladen                         |
| ND-7233-125 | Ammelsbüsch                          | Scheuern, südlich des Ortes; Abteilung Im Scheurer Ammelsbüsch Lage         | Felsenzüge und Blockfeld; flächenhaftes Naturdenkmal, ca. 0,8 km² | Fotos hochladen                         |